# Saucenspiegel

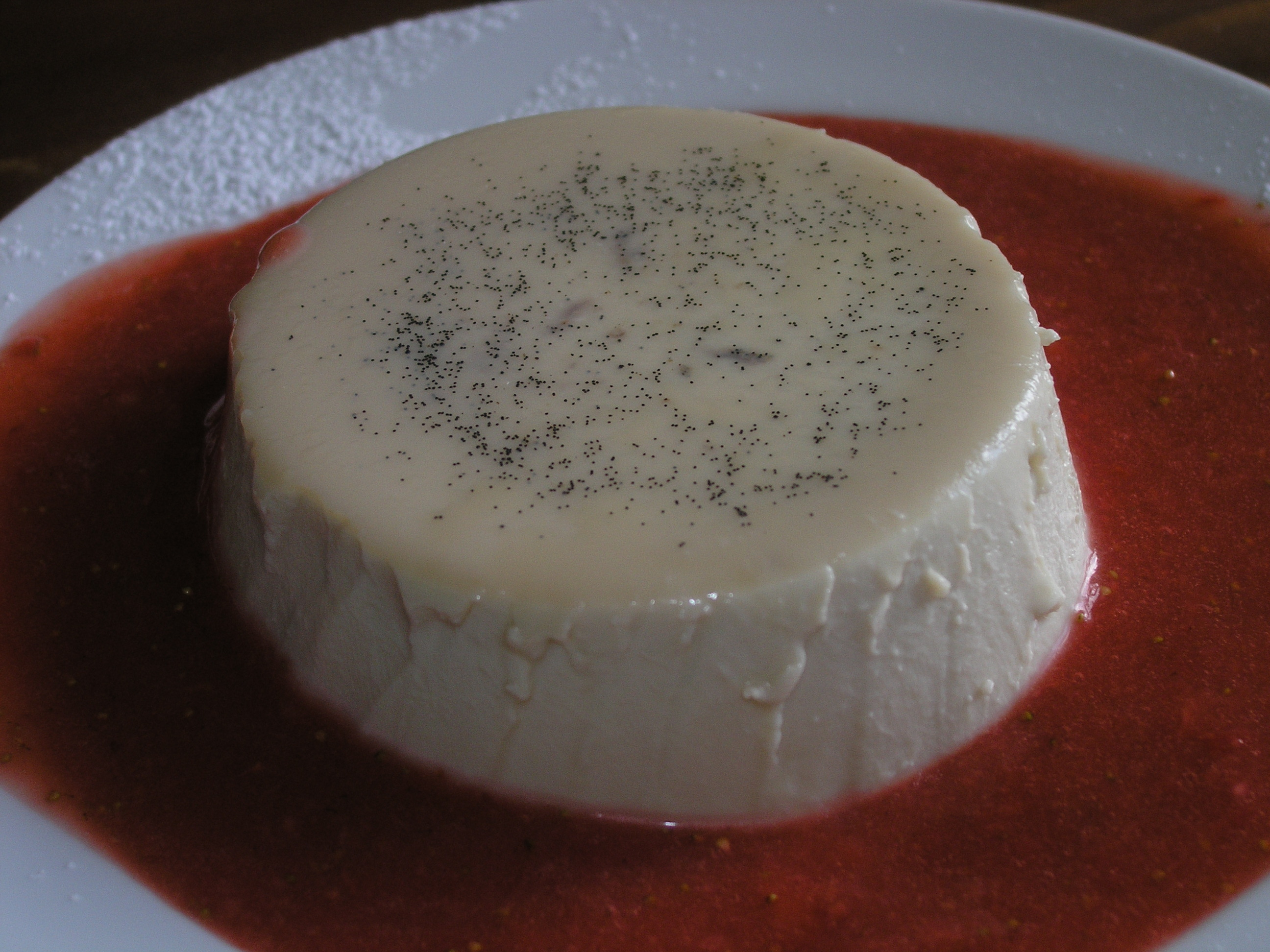
Panna Cotta auf einem Erdbeersaucenspiegel

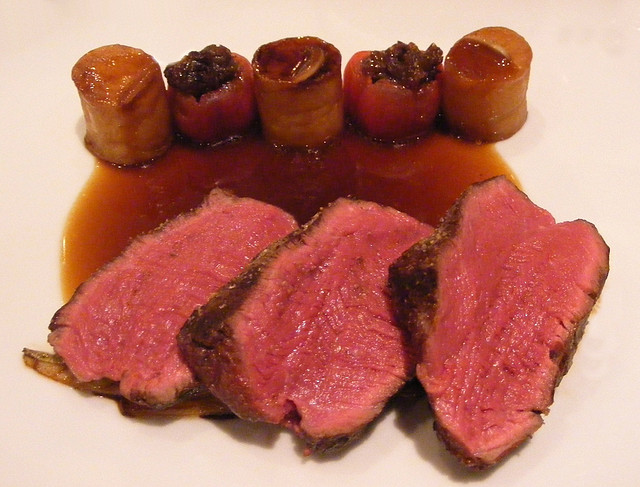
Variation der Tournedos Rossini mit einem Madeirasoßenspiegel

Der Saucenspiegel (seltener Soßenspiegel) ist eine Variante beim Anrichten von Speisen oder allgemeiner eine Form der Garnitur. Dabei wird eine Sauce auf dem Essgeschirr zumeist dünn und kreisförmig verteilt und die übrigen Komponenten des Gerichts darauf oder daneben platziert. 
Der Saucenspiegel dient vor allem der Optik des Gerichts und ist in der gehobenen Restaurantküche verbreitet. Die Übergänge zu einer vielgestaltigen Dekoration des Tellers mit Saucenpunkten oder -streifen, etwa mit der bei vielen Hobbyköchen populären Crema di balsamico, sind fließend. Vor allem bei Nachspeisen besteht der Spiegel häufig aus zwei oder mehr geschmacklich und farblich aufeinander abgestimmten Saucen, die mithilfe entsprechenden Zubehörs wie Holzstäbchen oder Gabeln ineinander verflochten werden und so Muster bilden.